# Rod Bieleski
Roderick Leon Bieleski (3 août 1931 - 15 novembre 2016) est un physiologiste des plantes néo-zélandais. En tant que botaniste et horticulteur, ses recherches ont porté sur la compréhension des facteurs qui affectent le comportement des plantes, en particulier les cultures horticoles. Son travail avait une pertinence pratique pour les agriculteurs et les maraîchers dans la construction de leur compréhension de ces facteurs et leur prise en compte tout en vivant de la culture et de la récolte des plantes. Il a reçu de nombreux honneurs et récompenses, aboutissant à être nommé membre de l'Ordre du Mérite de Nouvelle-Zélande (MNZM) en 2010.

## Enfance et éducation
Né à Auckland le (3 août 1931, Bieleski a fréquenté l'école primaire d'Orakei et l'Auckland Grammar School avant d'entrer à l'Université d'Auckland en 1950. Il a obtenu un Bachelor of Science en chimie et botanique en 1952 et un Master of Science avec mention très bien en 1955. En 1956, il a terminé le grade III en biochimie à l'Université de Sydney tout en entreprenant un doctorat sur le processus de transport du sucre dans la canne à sucre qu'il a terminé en 1958, avec une thèse intitulée « Studies on the physiology of sugar-cane ».

## Carrière
Bieleski a commencé à travailler comme chercheur au Département néo-zélandais de la recherche scientifique et industrielle (en) (DSIR) en 1958, avant de prendre sa retraite en 1996. De 1980 à 1988, il a été directeur de la division horticulture et transformation du DSIR.

## Recherches
Bieleski a été décrit comme un « botaniste et horticulteur qui a utilisé les outils de la chimie, de la biochimie et de la physiologie végétale pour développer une compréhension du comportement des plantes en général et des cultures horticoles en particulier... dont les travaux se sont concentrés sur la nutrition des plantes, l'allocation et la redistribution des nutriments minéraux et glucidiques et les réponses au stress et à la sénescence » .

### Absorption et mouvement des nutriments dans les plantes
Bieleski a étudié l'absorption des sucres par les plantes et l'a considérée comme importante en physiologie horticole car elle était liée au mouvement des glucides dans les plantes et à leur accumulation dans les fruits. Il a participé à des recherches qui ont exploré les différences entre le sorbitol et le saccharose dans la façon dont ils transportent les glucides dans les feuilles de jeunes plants d'abricots et de pommiers intacts. L'importance de cette étude dans le comportement de translocation allait devenir plus tard un objectif pour Bieleski dans les études sur la physiologie du phloème. En 1996, il a étudié comment le phosphate, le sulfate et le saccharose s'accumulaient dans les tissus du phloème et a conclu que le phosphate s'accumulait principalement sous une forme inorganique et que la variabilité des taux d'absorption par différents minéraux jouait un rôle important dans le processus de translocation.
En 2000, Bieleski a publié un article qui soulignait l'importance de comprendre comment les transports de phloème sont manipulés pour obtenir de bons rendements en horticulture et notait que l'examen du comportement des plantes donne un aperçu de la sénescence et de la mort cellulaire.

### Réponses au stress
La façon dont les plantes réagissaient au stress causé par une carence en éléments nutritifs ou en eau était un objectif de recherche pour Bieleski. Le trèfle blanc a été montré avoir bien réagi à un déficit d'eau en raison des niveaux accrus du cyclitol pinitol comme un osmoprotecteur qui a fourni des niveaux élevés de glucides utilisables. L'étude a conclu que davantage de recherches pourraient établir davantage la contribution « [qu'] une plus grande abondance relative de feuilles de pinitol apporte à la survie de l'habitat des terres arides ».

### Sénescence végétale
Les recherches de Bieleski ont également étudié les changements physiologiques des plantes pendant la sénescence. Une étude achevée en 1991 a examiné les changements au cours de la sénescence d'une fleur éphémère d'hémérocalle. La recherche a conclu que la sénescence de ces fleurs pourrait être davantage associée à la perte de la fonction membranaire, plutôt qu'être contrôlée par l'éthylène. Une autre conclusion était que l'étude de la sénescence des fleurs offre un modèle qui a beaucoup en commun avec la maturation des fruits car le processus se produit souvent rapidement et dans des stades climatériques bien définis naturels qui ne sont pas trop affectés par le comportement de vieillissement dû au stockage des déchets ou exposition aux intempéries.

## Associations
Bieleski est devenu membre de la Fondation des Amis des jardins botaniques d'Auckland en 1983, a rejoint le comité exécutif en 1997 et a été président de 1999 à 2001. Il a été rédacteur en chef de la newsletter du groupe, The Auckland Garden, de 1999 à 2016. Bieleski a expliqué qu'il avait été impliqué dans la création du groupe avant 1977. En 2019, The Auckland Gardner a noté qu'un nouveau siège a été installé dans le Camellia Garden et dédié à la mémoire Bieleski. Son dévouement et son travail au sein de l'organisation ont été reconnus et des membres de sa famille ont parlé de son engagement envers The Garden.
Dans son rôle de président du comité consultatif de rédaction du New Journal of Crop and Horticultural Science, Bieleski a attiré l'attention en 1991 sur l'incertitude quant à l'avenir de l'édition scientifique en Nouvelle-Zélande, se demandant si les scientifiques passaient trop de temps à « écrire des documents, ce qui est périphérique à l'objectif principal de la science... [qui est] ... de faire des recherches et de communiquer les résultats ». Il a présenté ce sujet lors d'un atelier organisé par la Royal Society of New Zealand le 19 novembre 1991 et a souligné qu'il était important que les revues scientifiques soient claires sur leurs domaines de spécialisation et attirent des contributions de qualité, « [parce que] la publication de la science fait totalement partie intégrante de la recherche scientifique, fait partie du processus intellectuel de la science - la conversion des données en connaissances ».
De 1992 à 1995, Bieleski a été président de la Société néo-zélandaise des sciences horticoles.
Bieleski était membre du Conseil de l'Institut chargé de diriger la gestion du Musée d'Auckland de 1990 à 1996, puis du nouveau Conseil du Musée de 1996 à 1999.
En 1985, il était l'un des administrateurs fondateurs du New Zealand Camellia Trust et « de 1996 jusqu'à peu de temps avant sa mort, il était registraire de la Camellia Society, responsable de l'enregistrement des nouveaux cultivars de camélia sélectionnés en Nouvelle-Zélande ». Il était un contributeur régulier au New Zealand Camellia Bulletin et à l' International Camellia Journal.

## Prix et distinctions

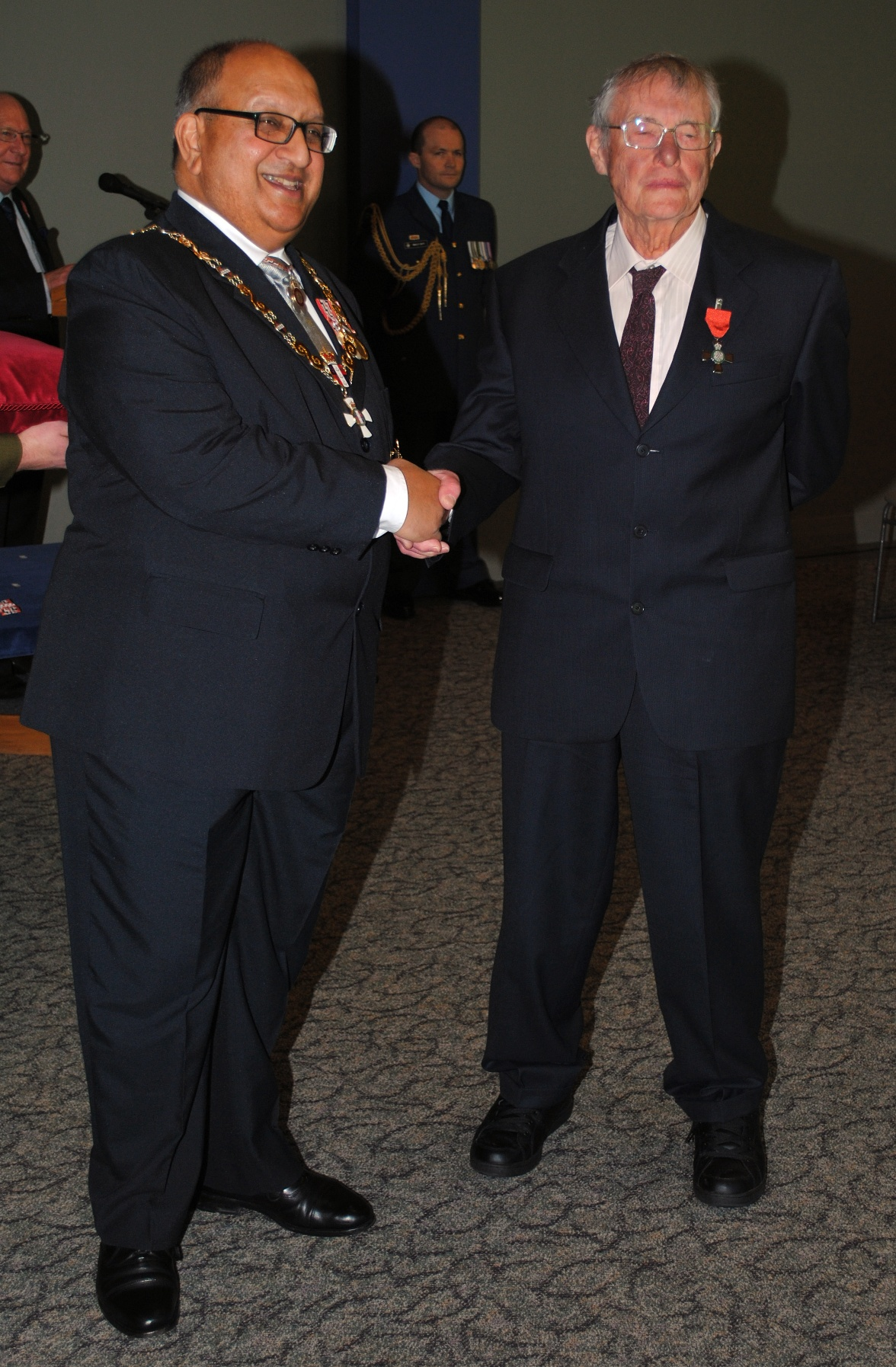
Investiture du MNZM

Il a été élu membre de la Société royale de Nouvelle-Zélande en 1973 et a reçu la médaille Hector de la société en 1984.
Bieleski était membre honoraire de l'Institut néo-zélandais des sciences agricoles et horticoles (NZIAHS), décerné pour reconnaître « les membres éminents qui ont apporté des contributions exceptionnelles à la science agricole ou horticole et, en outre, ont rendu des services éminents à l'Institut ».
Il a reçu un doctorat en sciences par thèse par l'Université de Sydney en 1990,, et il a été nommé membre de l'Ordre du Mérite de Nouvelle-Zélande pour les services rendus à la science horticole dans les honneurs du Nouvel an 2010 (en).
Bieleski est décédé à Takapuna le 15 novembre 2016.

## Publications
- Mechanisms of regulation of plant growth (1974) : une série d'articles présentés lors d'un Symposium international sur la physiologie des plantes tenu à l'Université Massey, du 13 au 18 août 1973, et co-édité par Bieleski dans un livre publié dans le Bulletin Series, Royal Society of New Zealand[24].
- Feijoas: Origins, Cultivation and Uses (2002): Co-écrit par Bieleski, ce livre est un guide pour les producteurs de feijoas[25].
- Experimental studies on factors affecting growth and distribution of kauri ( Agathis australis Salisb). Thèse de maîtrise en sciences de l'Université d'Auckland en 1955.
- A taste of New Zealand: food industry and research (1984) : RL Bieleski, Nouvelle-Zélande. Département de la recherche scientifique et industrielle.